# Moya
Moya (s pravim imenom Mojca Štoka, rojena Velikajne), slovenska pevka zabavne glasbe in vzgojiteljica, * 29. junij 1984
Doma je iz Vrtojbe.

## Študij
Diplomirala je leta 2011 na Fakulteti za socialno delo v Ljubljani. Naslov njene naloge je bil Medgeneracijsko sožitje in vključenost starih ljudi v družbeno dogajanju v kraju Vrtojba.

## Glasbena pot
Mojca se je učila igranja kitare, v srednji šoli tudi klavirja, že od malega je rada pela in sodelovala v pevskih zborih, kasneje pa v vokalni skupini Ardeo iz Šempasa. Obiskovala je ure solo petja pri Jadranki Juras in masterclass delavnice pri Tinkari Kovač.
Leta 2009 je na odre popularne glasbe stopila v zasedbi Turn Around, kjer so večinoma izvajali priredbe soul in funky uspešnic iz 70ih in 80ih. K blues skupini Mojo hišni band se je pridružila avgusta leta 2013 kot glavna vokalistka, v letu 2016 pa je začela samostojno glasbeno pot kot kantavtorica, s pesmijo »The One«.
Pogosto sodeluje z drugimi glasbeniki (Rudijem Bučarjem, Andrejem Pirjevcem, Martino Feri, Yanom Barayjem, Matijo Štrasnerjem, Ditko, Iztokom Novakom – Easyjem, Urbanom Vidmarjem, Boštjanom Pertinačem, Gabrom Radojevičem, Stiškim kvartetom, Martyjem Faventom, Emšo Blues Bandom, Markom Vuksanovićem iz skupine Avtomobili, Tinkaro Kovač, Šank rock, Klapo Rišpet) in spremljevalnimi orkestri, kot na primer: z Big bandom Nova, Goriškim pihalnim orkestrom, Pihalnim orkestrom Vogrsko, Kraško pihalno godbo Sežana in Policijskim orkestrom.
Yan Baray (Jan Baruca) je tudi producent in aranžer večine Moyinih pesmi. Skupaj nastopata v akustičnem duetu Moya & Yan. ter samostojno (z bandom) kot MOYA.

## Zasebno
26. maja 2018 se je poročila s kraškim vinarjem Tadejem Štoko. Igrali so jima Zvita feltna in Ditka.

## Popevke
- 2016: »Moj dan« (M. Štoka / M. Štoka / J. Baruca) je bil »hit dneva« na Radiu Krka[24]
- 2017: »Dihava isti zrak« (M. Štoka / M. Štoka / J. Baruca) je bila »pesem in pol« Radia Koper[25]
- 2017: »Moja zgodba« (M. Štoka / M. Štoka / J. Baruca) je bila »pesem in pol« Radia Koper[26]
- 2018: »Mavrica« (M. Štoka / M. Štoka / J. Baruca) je bila »pesem in pol« Radia Koper[27]
- 2018: »Hvala za ljubezen« (M. Štoka / M. Štoka / J. Baruca) je bila »pesem in pol« Radia Koper[28]
- 2019: »Sanjat smem« (J. Baruca, M. Štoka / M. Štoka / J. Baruca) je bila »pesem in pol« Radia Koper[29][30]
- 2019: »Pesem zate« (J. Baruca, M. Štoka / M. Štoka / J. Baruca) je bila »pesem in pol« Radia Koper[31]
- 2020: »Več energije« (J. Klančič / T. Marc, M. Štoka / M. Doljak, J. Klančič), ki jo pojeta skupaj Tomos in Moya, je bila »pesem in pol« Radia Koper[32]
- 2021: »Mamina pesem« (J. Baruca, M. Štoka / M. Štoka / J. Baruca) je bila »pesem in pol« Radia Koper[33][34]
- 2021: »Nemirna tišina« (J. Baruca, M. Štoka / M. Štoka / J. Baruca) je bila »pesem in pol« Radia Koper[35][36]
- 2021: »Veter« (J. Baruca, M. Štoka / M. Štoka / J. Baruca) je bila »pesem in pol« Radia Koper[21]
- 2023: »Bleda senca« (J. Baruca / M. Štoka / J. Baruca), je bila »pesem in pol« Radia Koper[37][38]
- 2023: »Luč na koncu« (J. Baruca, M. Štoka / M. Štoka / J. Baruca), ki jo Moya poje skupaj s Tinkaro Kovač, je bila »pesem in pol« Radia Koper[39]

## Glasbeni festivali

### Prvi glas Primorske
- 2011: »Flashdance... What a Feeling« (G. Moroder / K. Forsey, I. Cara / A. Vrabec)[40]

### Marina Music Fest Portorož
- 2019: »Hvala za ljubezen« (M. Štoka / M. Štoka / J. Baruca)[41][6]

### Melodije morja in sonca
- 2022: »Luna«[42][6] (M. Štoka, J. Baruca / M. Štoka / J. Baruca) – 8. mesto

## Diskografija

### Sodelovanja
- Mojo hišni band: Esperanto blues (COBISS) (album, 2015)[43][6]
- Tomos: »Več energije« (single, 2020)[44]
- Yan Baray: »Dvojina enega« (single, 2022)[45]

### Singli
- »Pesem zate« (2019)
- »Sanjat smem« (2020)
- »Mamina pesem« (2021)
- »Nemirna tišina« (2021)
- »Veter« (2021)
- »Luna« (2022)
- »Bleda senca« (2023)
- »Luč na koncu« (2023, skupaj s Tinkaro Kovač)

### Albumi
- Zvezdni utrinki (COBISS) (CD, Moya, 2019)[46]
- Samo Moya (COBISS) (CD, Moya, 2023)